# Alexander Sanderson Gibson
Alexander Sanderson Gibson (Brooklyn, 1843 - 1919) fou un organista i compositor estatunidenc. Per espai de molts any fou organista en diverses esglésies i ensems es dedicà a l'ensenyança. Entre les seves composicions hi figuren antífones, melodies vocals i un quartet.